# Alliance Française
Alliance Française er en organisation oprettet i Paris i 1883 med det formål at skabe et internationalt netværk til udbredelse af fransk sprog og kultur.